# Prionospio marsupiala
Prionospio marsupiala är en ringmaskart som beskrevs av Blake in Blake, Hilbig och Scott 1996. Prionospio marsupiala ingår i släktet Prionospio och familjen Spionidae. Inga underarter finns listade i Catalogue of Life.